# بيب ديا
بيب ديا (بالفرنسية: Pape Dia)‏ (20 أبريل 1993 بداكار في السنغال - ) هو لاعب كرة قدم سنغالي في مركز جناح. لعب مع نادي أفيلينو ونادي أودينيزي ونادي كاربي واتحاد بافيا لكرة القدم.

## وصلات خارجية
- بيب ديا على موقع قاعدة بيانات كرة القدم.إي يو (الإنجليزية)
- بيب ديا على موقع قاعدة بيانات كرة القدم.إي يو (الإنجليزية)
- بيب ديا على موقع Soccerway.com (الإنجليزية)